# Hornafjarðarfljót
Hornafjarðarfljót är en vik i republiken Island.   Den ligger i regionen Austurland, i den sydöstra delen av landet, 300 km öster om huvudstaden Reykjavík.